# جیمی باودن (بازیکن فوتبال)
جیمی باودن (انگلیسی: Jamie Bowden؛ زادهٔ ۹ ژوئیهٔ ۲۰۰۱) بازیکن فوتبال است.
وی همچنین در تیم ملی فوتبال Republic of Ireland U19 بازی کرده‌است.